# Gwara debarska

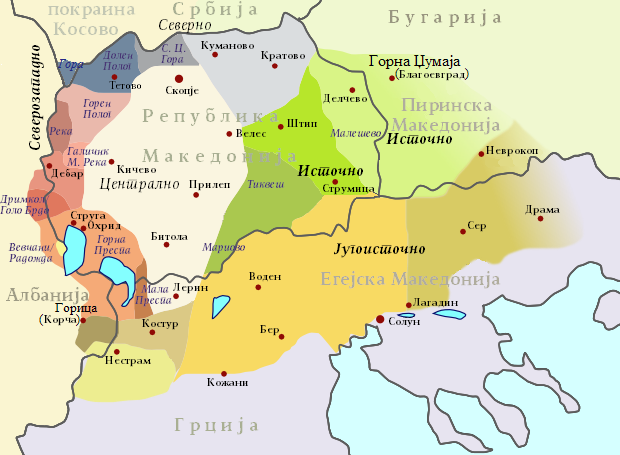
Gwara debarska na mapie dialektów macedońskich

Gwara debarska (mac. дебарски говор) — gwara należąca do peryferyjnego zachodniego dialektu języka macedońskiego. Używana jest na terenie miasta Debar i w okolicach. Obszar gwary debarskiej graniczy z gwarą małorekańską, drimkolsko-gołobrodzką, rekańską i z gwarami centralnymi.

## Cechy językowe
Gwara debarska cechuje się następującymi cechami fonetycznymi:
- sześciosamogłoskowy system złożony z a, e, i, u, o, ă,
- akcentowane e i o mają wąskie alofony ẹ i ọ[2], a nawet dochodzi do dyftongizacji, np. luošo, kuoža, suon[3],
- zachowany jest stary fonem ʒ (dz), np. noʒe, bubreʒi[4],
- prasłowiańska samogłoska nosowa *ǫ dała ă, np. zăbi, măka, răka[5] przy czym w szeregu wyrazów dała e (jak *ę), np. jetok, kedel’a, kede < psł. *ǫtъkъ, *kǫdeľa, *kǫde[6],
- prasłowiańskie *ť i *ď są na ogół kontynuowane przez št i žd, rzadziej ḱ i ǵ[7],
- sonanty *r̥ i *l̥, podobnie jak w sąsiednich gwarach, są kontynuowane przez sekwencje ăr i ăl, np. vărba, gărbaf, dărvo, vălk, pălno, sălʒa[5],
- brak wtórnego jotowania, np. bratja, ogradje wobec literackiego браќа, ограѓе[8],
- grupa čr- nie przeszła w cr-, lecz została rozłożona przez wstawną samogłoskę do čăr-[8],
- zachowywanie grup str i zdr, np. sestra, zdravje, a przy tym przejście sr, zr w str, zdr, np. stram, streda, zdrel, ždrebe[9].

Do charakterystycznych cech morfologii gwary debarskiej należą:
- zachowanie form celownika typu tatko(v)e, odróżnianych od mianownika liczby mnogiej typu sinovi[10], np. mu reče Markove ‘powiedział Markowi’[11],
- końcówka -t w 3. os. l. poj. czasu teraźniejszego, np. vikat, jadet, nosit[12],
- imiesłów przysłówkowy współczesny typu vikaešti[5],
- składnia rzeczownik ożywionych z przyimkiem na typu go vide na dete-to, podobnie jak w gwarze kosturskiej[13],
- użycie zaimka mu w celowniku rodzaju żeńskiego, np. mu reče na žena-ta, mu  reče Mari[9],
- charakterystyczny, szczególnie produktywny przyrostek zdrabniający -ule pochodzenia romańskiego, np. ženule, detule[14].

## Przykładowe teksty
Wiersz w gwarze miejskiej Debaru:

Прстен ти панал, бре моме, отоде река,

Отоде река, бре моме, на ливадана,

На ливадана, бре моме на мрамор плоча.

Кој ти помина, бре моме, тој ти го најде.

„(Името на момчето) помина бре мамо, той ми го најде.

Речи му, речи, бре мамо, да ти го даит“.

„Рекоф му рекоф, бре ќерко, не ти го дават.

Залум ти го сакат, бре ќерко, белото лико,

Белото лико, бре ќерко, црните очи,

Црните очи, бре ќерко гајтанте вежди“.

Цвеќе цутеше, мале, в наша градина,

Како да кандиса, мале, да го искина,

Во китка цвеќе, мале, да го нареда,

Да си го прата, мале, во Цариграда,

Во Цариграда, мале, на мојто либе,

На мојто либе, мале, во апсането.

Девет години, мале, дома не дошло,

На десетата, мале, книга пуштило:

„Мъжи се, мъжи моме, дури си младо,

Цвеќе мирише, моме, дури е росно,

Моме се љубит, моме, дури е младо“.